# 名村忠治
名村 忠治（なむら ちゅうじ、1865年9月16日（慶應元年7月27日）- 1923年（大正12年）9月11日）は、明治から大正期の、農業指導者、地主、政治家。衆議院議員、福井県坂井郡三国町長。旧姓・藤田。

## 経歴
越前国今立郡横越村（福井県今立郡新横江村横越、鯖江町を経て現鯖江市横越町）で、藤田惣左衛門の六男として生れる。1881年（明治14年）2月、坂井郡坂井港松ケ下町（三国町を経て現坂井市）の名村ゆうの養子となる。普通学、漢学を修めた。1891年（明治24年）6月に家督を相続した。
1888年（明治21年）荒地を開墾して桑園とし私立接木伝習所を設置。三国輸出米商組合長、坂井郡農会副会長、福井県農工銀行監査役、福井県実業会員などを務めた。
政界では1893年（明治26年）4月、三国町会議員に選出され3期在任。1897年（明治30年）6月、坂井郡会議員に当選し2期在任。1897年と1912年（明治45年）の二度、三国町長に就任した。1897年8月、福井県会議員に選出され、1907年（明治40年）9月まで4期10年在任し、同参事会員も務めた。三国の振興のため、新保橋架橋と北陸鉄道三国支線の敷設に尽力した。1904年（明治37年）11月、県会の政友会支部派と非政友派の対立の中で、名村の県会議長指名が無効となった。
1909年（明治42年）7月1日に荻野芳蔵が衆議院議員を辞職したことに伴い、第10回衆議院議員総選挙福井県郡部補欠選挙に立憲政友会所属で出馬して同年7月28日に初当選。1915年（大正4年）3月、第12回総選挙で再選され、衆議院議員に通算2期在任した。この間、杉田定一らと協力して三国線の敷設、金津駅（現芦原温泉駅）に急行列車停車などの実現に尽力した。
晩年には三国中学校（現福井県立三国高等学校）の設置に尽力した。

## 親族
- 妻 名村たに（熊谷五右衛門養女）[1][2]